# Мужская сборная Перу по хоккею на траве
Мужская сборная Перу по хоккею на траве — мужская сборная по хоккею на траве, представляющая Перу на международной арене. Управляющим органом сборной выступает Федерация хоккея на траве Перу (исп. Federación Deportiva Peruana de Hockey).

## Результаты выступлений

### Панамериканские игры
- 1967—1983 — не участвовали
- 1987 — 10-е место
- 1991—2015 — не участвовали

### Панамериканский чемпионат
- 2000 — 8-е место
- 2004—2017 — не участвовали

### Южноамериканские Игры
- 2006 — [1]
- 2010 — турнир по хоккею на траве не проводился
- 2014 — 6-е место[2]

### Чемпионат Южной Америки
- 2003 —
- 2006 —
- 2008 — 5-е место
- 2010 — не участвовали
- 2013 — 4-е место
- 2014 — 6-е место